# قانون لنز

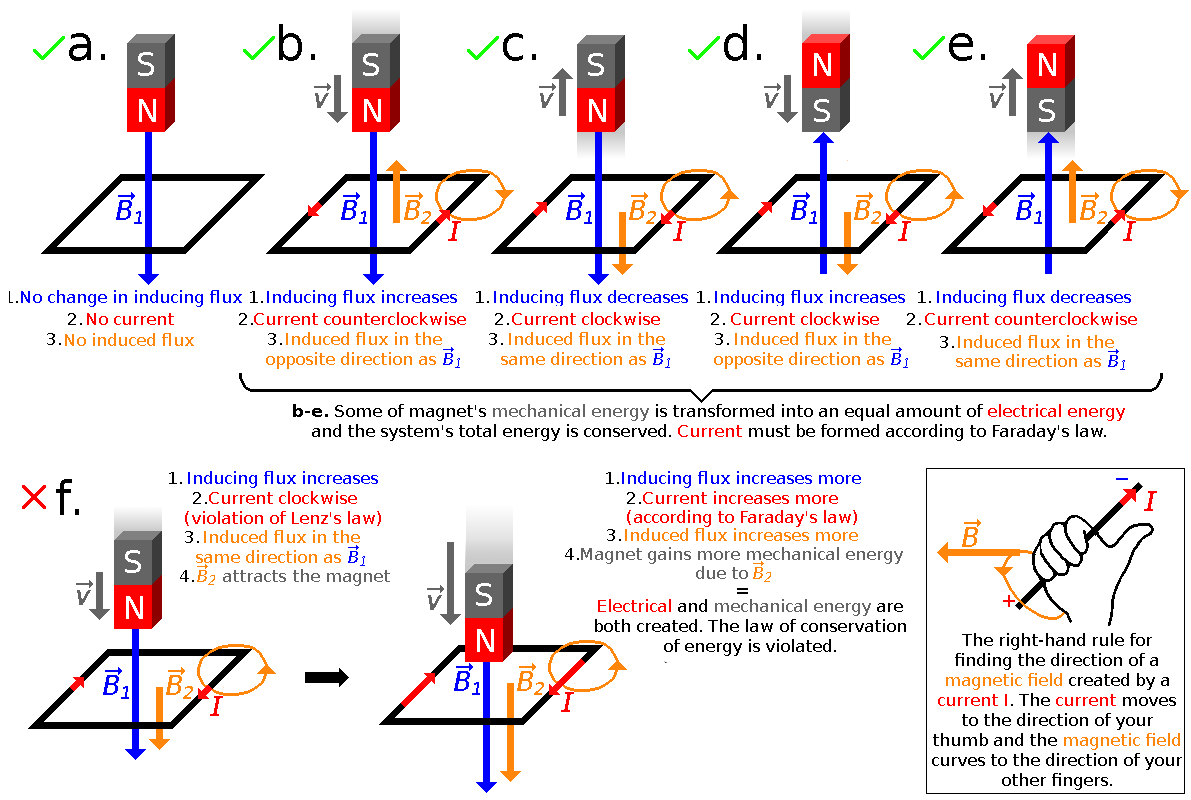
طرح‌واره‌ای که جزییات و ساختار قانون لنز را شرح می‌دهد.

قانون لنز (به انگلیسی: Lenz's law) یکی از قوانین مهم در الکترومغناطیس است که به اندرکُنِش میدان مغناطیسی القاگر و میدان مغناطیسی القاشده می‌پردازد. بر اساس این قانون، جهت جریان القاشده همواره به‌گونه‌ای است که میدان مغناطیسی حاصل از آن بر خلاف جهت میدان القاگر است. این قانون را می‌توان نمونه‌ای از قانون سوم نیوتن نیز دانست.

## تاریخچه
پس از پیشنهاد قانون القای فارادی از سوی فارادی. هاینریش لنز (به انگلیسی: Heinrich Friedrich Emil Lenz)، دانشمند آلمانی-روسی، قانون معروف خود را که به قانون لنز معروف است پیش نهاد. او نتیجه آزمایش‌های خود را اولین بار در ۲۹ نوامبر ۱۸۳۳ در آکادمی علمی سنت پترزبورگ اعلام کرد.

## مقدمه
بر اساس قانون القای فارادی، اگر شار مغناطیسی گذرنده از یک سیم‌پیچ متغیر باشد (تغییر در اندازه یا جهت)، اختلاف پتانسیل الکتریکی در حلقه پدید می‌آید (القاء می‌شود)؛ که با رابطه زیر بیان می‌شود.
- {\displaystyle \epsilon } ولتاٰژ القا شده
- {\displaystyle \phi } شار عبوری از حلقه
این اختلاف پتانسیل باعث جاری شدن جریانی در حلقه می‌شود. جریان گذرنده از سیم‌پیچ باعث میدان مغناطیسی در اطراف آن می‌شود که با رابطه زیر بیان می‌شود.
- {\displaystyle H} شدت میدان مغناطیسی
- {\displaystyle I} جریان رسانا
- {\displaystyle N} تعداد دور سیم‌پیچ
- {\displaystyle l} طول یک حلقه سیم‌پیچ
از سوی دیگر، میدان مغناطیسی اولیه (مولد شار)، نیرویی بر سیم‌پیچ وارد می‌کند که برابر است با

- {\displaystyle {\vec {F}}} نیرو است
- {\displaystyle I} جریان سیم است
- {\displaystyle {\vec {l}}} بردار پاره‌ای از سیم داخل میدان مغناطیسی که جهت آن همان جهت جریان است
- {\displaystyle {\vec {B}}} بردار میدان مغناطیسی

## خلاصه
دو میدان مغناطیسی در معادلات بالا نقش دارند؛ میدان القاکننده که اختلاف پتانسیلی در دو سر حلقه پدید می‌آورد و، میدانی که در اثر جریان در سیم‌پیچ پدید آمده‌است. این دو میدان همواره در خلاف جهت هم هستند. این پدیده را قانون لنز می‌خوانند. 
با توجه به قانون لنز می‌توان جهت جریان القاشده را تعیین کرد.